# Гиро, Эрнест
Эрнест Гиро (фр. Ernest Guiraud; 26 июня 1837, Новый Орлеан — 6 мая 1892, Париж) — французский композитор и педагог.
Сын преподавателя музыки. В 15 лет написал поставленную в Новом Орлеане оперу «Царь Давид» (на библейскую тему). В 1852 году переехал в Париж. Музыкальное образование получил в Парижской консерватории, где его педагогами были Антуан Мармонтель (фортепиано) и Фроманталь Галеви (композиция). В 1859 году при окончании консерватории получил за кантату «Баязет и флейтист» Римскую премию. В 1876 году был приглашен в Парижскую консерваторию профессором по классу гармонии, а с 1880 года вёл класс композиции; среди его учеников — Поль Дюка и Клод Дебюсси. Основные произведения Гиро — оперы, исполнявшиеся на сценах парижских театров; лучшая среди них — «Пикколино» (пост. 1876). Близкий друг Жоржа Бизе, после смерти которого переработал разговорные диалоги оперы «Кармен» в речитативы и составил вторую сюиту из музыки к пьесе «Арлезианка». Инструментовал оперу «Сказки Гофмана» Ж.Оффенбаха.
Написал учебное пособие «Практический курс инструментовки» (фр. Traité pratique d'instrumentation; 1892), в дальнейшем неоднократно переиздававшееся и расширенное в 1933 г. Анри Бюссером.
Умер 6 мая 1892 года в Париже, похоронен на кладбище Пер-Лашез. После его смерти Сен-Санс занялся (при участии П. Дюка) окончанием его оперы «Брунгильда», которая получила затем название «Фредегонда» и на своей премьере 16 декабря 1895 г. успеха не имела.

## Основные сочинения
- Опера «Пикколино»
- Балет «Гретна Грин»
- Кантата «Баязет»